# Kamel Courcelle

Kamel Courcelle (en persan:کمال کورسل) né Jérôme Emmanuel Courcelle était un volontaire français du côté iranien mort au combat dans la guerre Iran-Irak.

## Biographie
Jérôme Courcelle est né en avril 1964 d'une mère française et d'un père originaire de Tunisie ou du Maroc. Il s'est converti à l'Islam chiite et il s'est rendu en Iran dans les années 1980 en tant qu'étudiant dans la ville sainte chiite de Qom. Par la suite, il s'engage dans l'armée iranienne pour défendre l'Iran contre les troupes de Saddam Hussein qui avaient envahies le pays des années plus tôt. Il est tué au combat durant la bataille opposant l'armée de la République islamique d'Iran à l'Organisation des moudjahiddines du peuple iranien, organisation qui collabore avec les Irakiens, dans la bataille connue sous le nom d'opération Mersad,.
Les khomeinistes iraniens le considèrent comme un martyr. Il fut le seul Européen tué au combat pendant la guerre Iran-Irak.